# Ciocia Danielle
Ciocia Danielle (fr. Tatie Danielle) – francuski film komediowy z 1990 roku w reżyserii Étienne'a Chatilieza.
Zdjęcia kręcono w Château-Thierry (departament Aisne), Cordon (Górna Sabaudia), Auxerre (Yonne), Reims (Place Drouet-d'Erlon) oraz w Paryżu.

## Fabuła
Tytułowa Danielle to wdowa regularnie uprzykrzająca życie swojej rodzinie. Gdy rodzina wyjeżdża na wakacje do Grecji, zostawia staruszkę pod opieką wynajętej opiekunki. Początkowo Danielle wszelkimi sposobami próbuje uprzykrzyć życie również swej opiekunce. Nieoczekiwanie kobiety znajdują jednak nić porozumienia i rodzi się między nimi przyjaźń.

## Obsada
- Tsilla Chelton – Danielle Billard
- Isabelle Nanty – Sandrine Vonnier
- Neige Dolsky – Odile Dombasle
- Catherine Jacob – Catherine Billard
- Éric Prat – Jean-Pierre Billard
- Laurence Février – Jeanne Billard[3]

## Nagrody i nominacje
Film był nominowany do nagrody Cezara w trzech kategoriach:
- Najlepsza aktorka (Tsilla Chelton)
- Najlepsza aktorka drugoplanowa (Catherine Jacob)
- Najbardziej obiecująca aktorka (Isabelle Nanty)[4]